# Blackwoods Campground
Cet article possède un paronyme, voir Blackwood.
Le Blackwoods Campground est un terrain de camping américain situé dans le comté de Hancock, dans le Maine. Protégé au sein du parc national d'Acadia, il est inscrit au Registre national des lieux historiques depuis le 29 juin 2007, différentes structures à l'intérieur présentant le style rustique du National Park Service.